# Charles Zwolsman junior

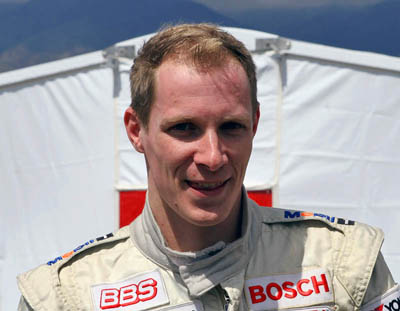
Charles Zwolsman 2006

Charles Zwolsman (* 15. Juni 1979 in Lelystad) ist ein ehemaliger niederländischer Autorennfahrer und der Sohn von Charles Zwolsman senior.

## Karriere
Charles Zwolsman begann seine Motorsportkarriere im Kartsport, bevor er über die Formel Ford und die Formel Renault in die Formel 3 kam. In zwei Saisons in der Formel-3-Euroserie kam der Niederländer nicht über die Gesamtränge 16 und 17 hinaus.
2005 ging Zwolsman in die USA und gab für Condor Motorsports sein Debüt in der Formel Atlantic. Gleich bei seinem ersten Rennen in Long Beach erreichte Zwolsman die Pole-Position. Aber das Fahrzeug fiel durch die technische Inspektion und Zwolsman musste vom letzten Startplatz aus ins Rennen gehen, das er als Dritter beendete. Zwolsman gewann drei Saisonrennen und sicherte sich Ende des Jahres knapp die Meisterschaft vor seinen stärksten Konkurrenten Tõnis Kasemets und Katherine Legge. Als Formel-Atlantic-Meister gab Zwolsman bei den letzten Saisonrennen in Mexiko-Stadt sein Debüt in der Champ Car.
2006 bestritt er eine komplette Champ-Car-Saison für Mi-Jack-Conquest-Racing und wurde 13. in der Meisterschaft.
2009 fuhr Zwolsman für Colin Kolles einen Audi R10 TDI in der Le Mans Series und war mit dem Sportprototyp beim 1000-km-Rennen von Spa und beim 24-Stunden-Rennen von Le Mans am Start.

## Statistik

### Le-Mans-Ergebnisse
| Jahr | Team   | Fahrzeug     | Teamkollege    | Teamkollege        | Platzierung | Ausfallgrund |
| ---- | ------ | ------------ | -------------- | ------------------ | ----------- | ------------ |
| 2009 | Kolles | Audi R10 TDI | André Lotterer | Narain Karthikeyan | Rang 7      |              |